# Zeitturm (Mellingen)

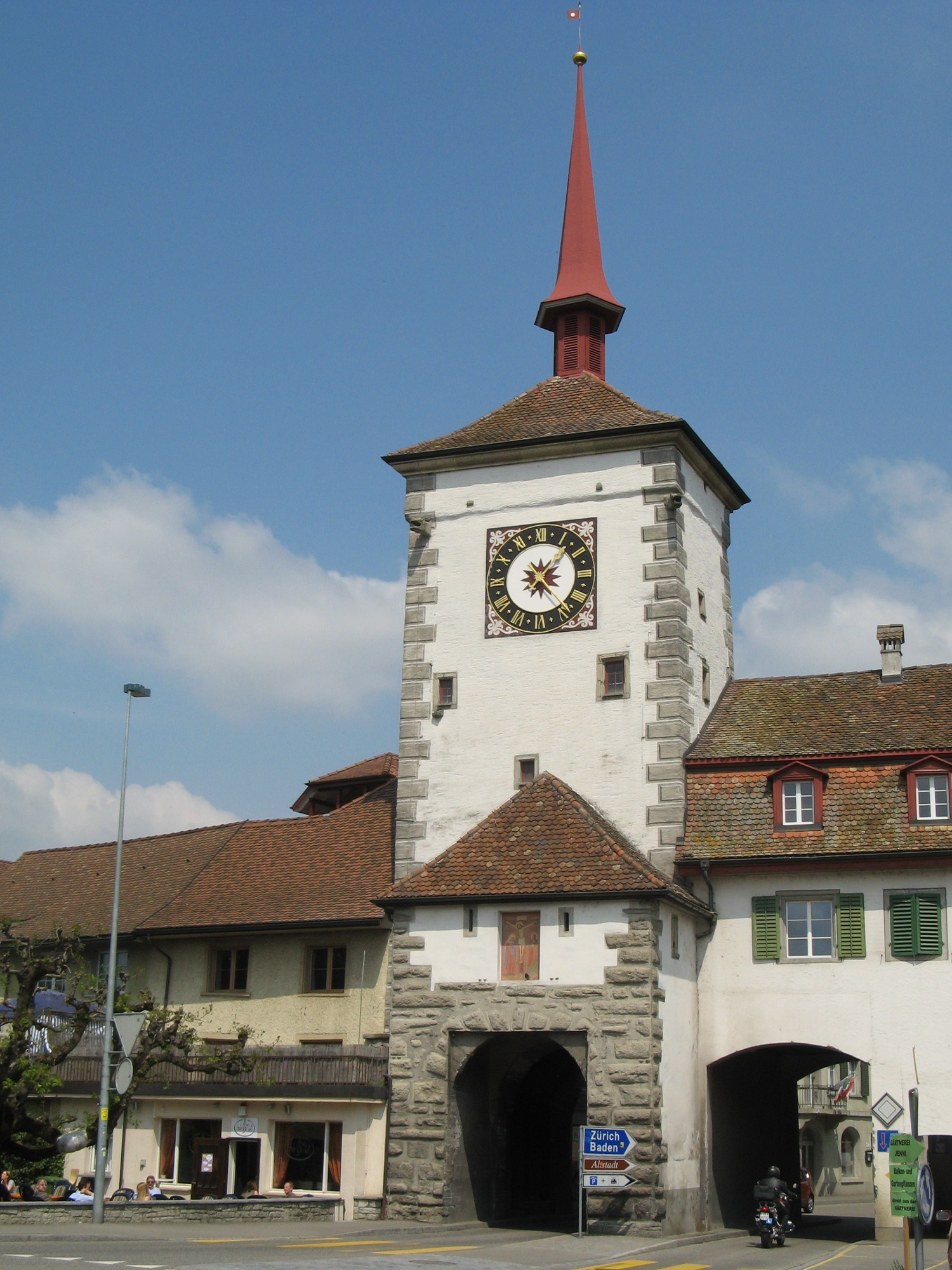
Zeitturm mit Vorwerk

Der Zeitturm ist ein Torturm in Mellingen in der Schweiz. Er befindet sich am Südrand der Altstadt, am stumpfen Winkel des gleichschenklig dreieckigen Stadtgrundrisses. Der Turm erhebt sich über dem Lenzburgertor, dem Durchgang zwischen der zentralen Hauptgasse zur Reussbrücke und dem Lindenplatz, wo die Hauptstrassen nach Baden, Brugg und Lenzburg aufeinandertreffen. Das Lenzburgertor ist das einzige Tor im Kanton Aargau, bei dem das Vorwerk erhalten geblieben ist.

## Geschichte
Ein befestigter Turm befand sich bereits seit dem 13. Jahrhundert an dieser Stelle. Das heutige Bauwerk stammt aus der Zeit des Alten Zürichkriegs um ca. 1450. Nach dem Stadtbrand im Jahr 1505 war er stark beschädigt und musste wieder instandgestellt werden, 1544 folgte eine umfassende Renovation mit neuem Dach und Uhrwerk. Um den zunehmenden Verkehr zu bewältigen, musste der Torbogen 1845 erweitert werden. Umfassende Renovationen erfolgten 1891 und 1952/53; bei letzterer schuf man mit dem Durchbruch eines zweiten Torbogens im südöstlich angrenzenden Wohnhaus eine zweite Fahrbahn für den Durchgangsverkehr. Bis 1924 befand sich vor dem Tor ein Graben, der mit einer steinernen Bogenbrücke überspannt wurde.

## Gebäude

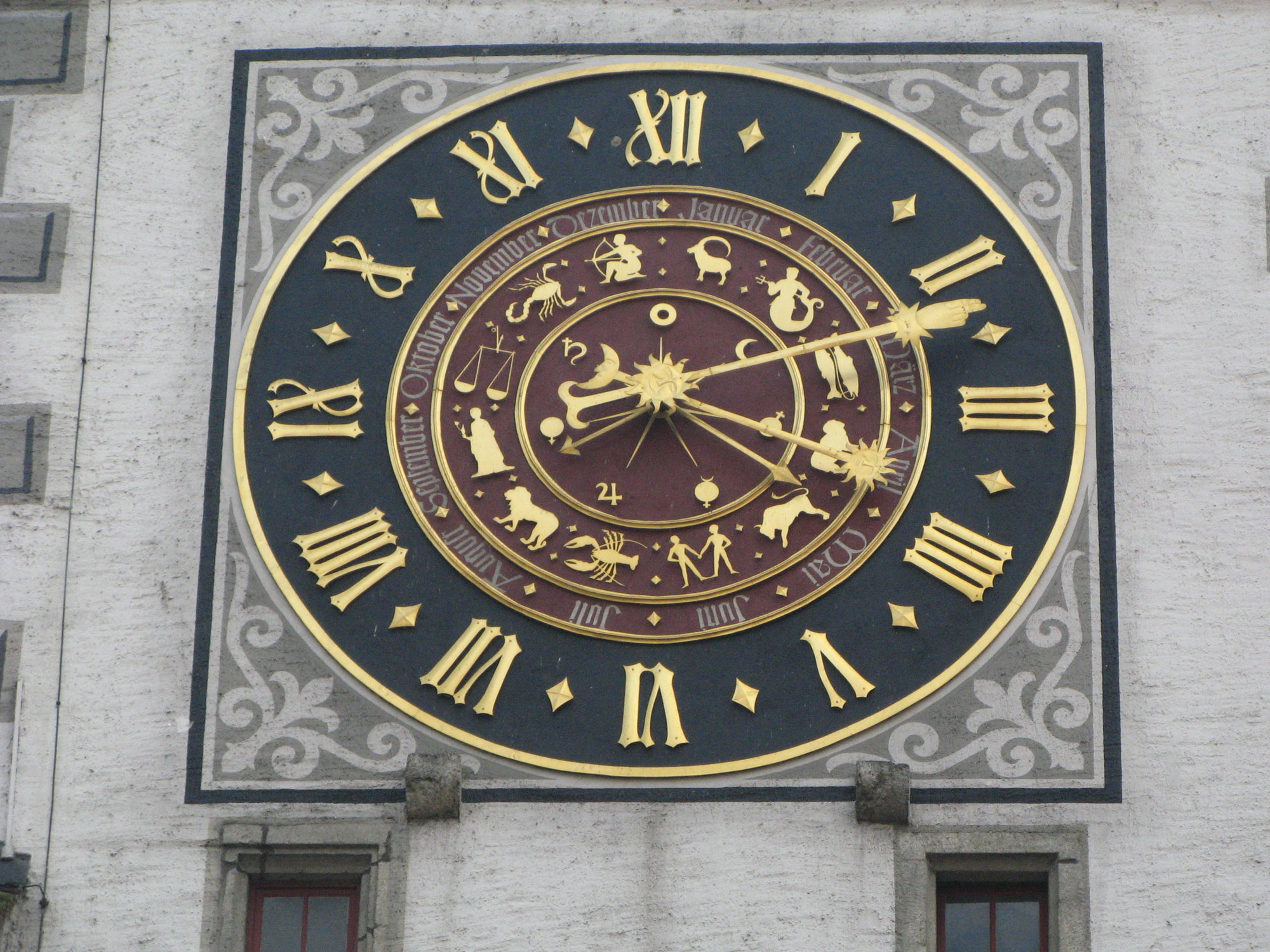
Zifferblatt auf der Stadtseite

Der rund 20 Meter hohe, 8 Meter breite und 6 Meter tiefe Turmschaft besitzt ein pyramidenförmiges Dach mit aufgesetztem spitzem Dachreiter. An seiner Westseite präsentiert sich der Turm in eher nüchterner Strenge. Das Vorwerk weist eine grobe Bossenverkleidung auf, in dessen erstem Geschoss über dem Torbogen befindet sich eine Wehrkammer mit mehreren Schiessscharten. Über dem gassenseitigen Torbogenscheitel ist ein Relief mit dem doppelt ausgeführten alten Stadtwappen angebracht, flankiert von zwei Schildhalterlöwen.
Auf beiden Seiten besitzt der Turm ein Zifferblatt, wobei das der Stadt zugewandte besonders aufwändig verziert ist. Es zählt vier polyzentrische Kreise und vier Zeiger. Der äusserste Kreis zeigt die zwölf Stundenzahlen in römischen Ziffern (Zeiger in Form einer Hand), im zweiten Kreis zeigt ein Sonnenstab auf die ausgeschriebenen Monatszahlen, im dritten Kreis zeigt eine Lanze auf die Tierkreiszeichen, während im innersten Kreis ein Pfeil die astronomischen Tagessymbole markiert. Zusätzlich befindet sich unter dem Dachansatz ein kleineres Zifferblatt mit dem Minutenzeiger und einer sich drehenden Kugel für die Anzeige der Mondphasen.